# Чартер (фільм)
«Чартер» — кінофільм режисера Дмитра Орлова, що вийшов на екрани в 2007 році.

## Зміст
«Чартер» розповідає історію одного польоту без шансів на посадку. Історію людини, що поставив на собі хрест, але все ще несе хрест своєї професії, свого обов'язку і своєї ніким не скасованої - людської порядності.

## Ролі
| Актор              | Роль |
| ------------------ | ---- |
| Володимир Гостюхін | -    |
| Олег Коц           | -    |
| Наталія Вінтілова  | -    |
| Андрій Перепечко   | -    |
| Микита Салопін     | -    |
| Олег Ткачов        | -    |
| Микола Рябичин     | -    |
| Олег Гарбуз        | -    |
| Віра Полякова      | -    |
| Анжела Корабльова  | -    |

## Знімальна група
- Режисер — Дмитро Орлов
- Сценарист — Дмитро Грачов, Сергій Буртяк
- Продюсер — Михайло Москальов, Володимир Філіппов
- Композитор — Олександр Пантикін